# Rama II
Pour les articles homonymes, voir Rama et Rama II (roman).
Phra Buddha Loetla Nabhalai, né le 24 février 1767 à Bangkok et mort le 21 juillet 1824 dans la même ville, plus connu sous son nom dynastique Rama II, (Phrabat Somdej Phra Loetla Nabhalai - en thaï : พระบาทสมเด็จพระพุทธเลิศหล้านภาลัย), fut roi du Siam, ancien nom de la Thaïlande, de 1809 à sa mort.

## Biographie
Il était le fils de Rama Ier, le fondateur de la dynastie Chakri. Il régna dans une période sans réels conflits qui est réputée pour être l'Âge d'or de la littérature Rattanakosin. Le roi Rama II accueillit de nombreux poètes à la cour dont l'illustre Sunthorn Phu et il était lui-même renommé comme poète.

## Photographie

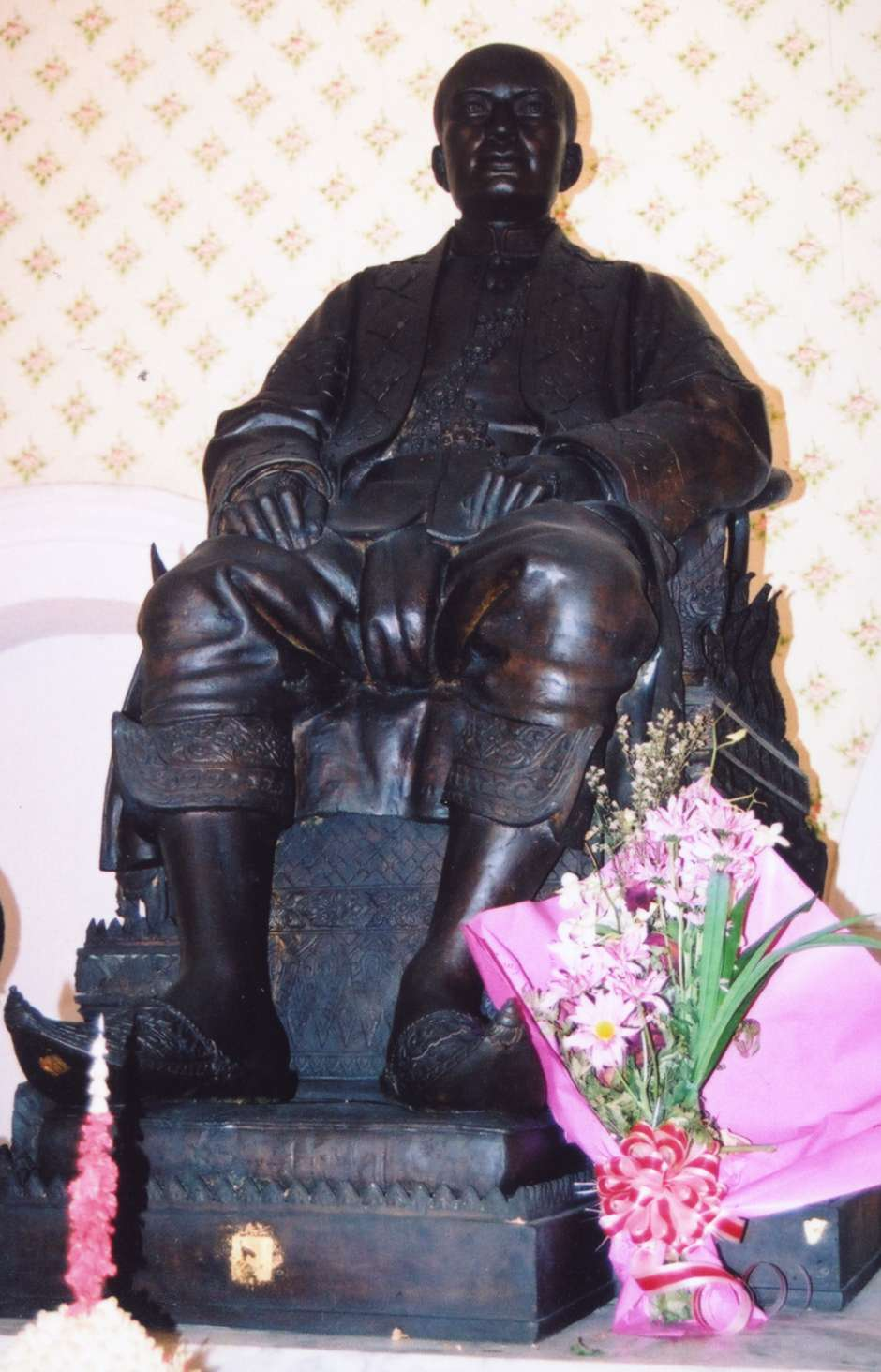
Statue de Rama II

## Œuvres
- Krai Thong